# Valfrihet

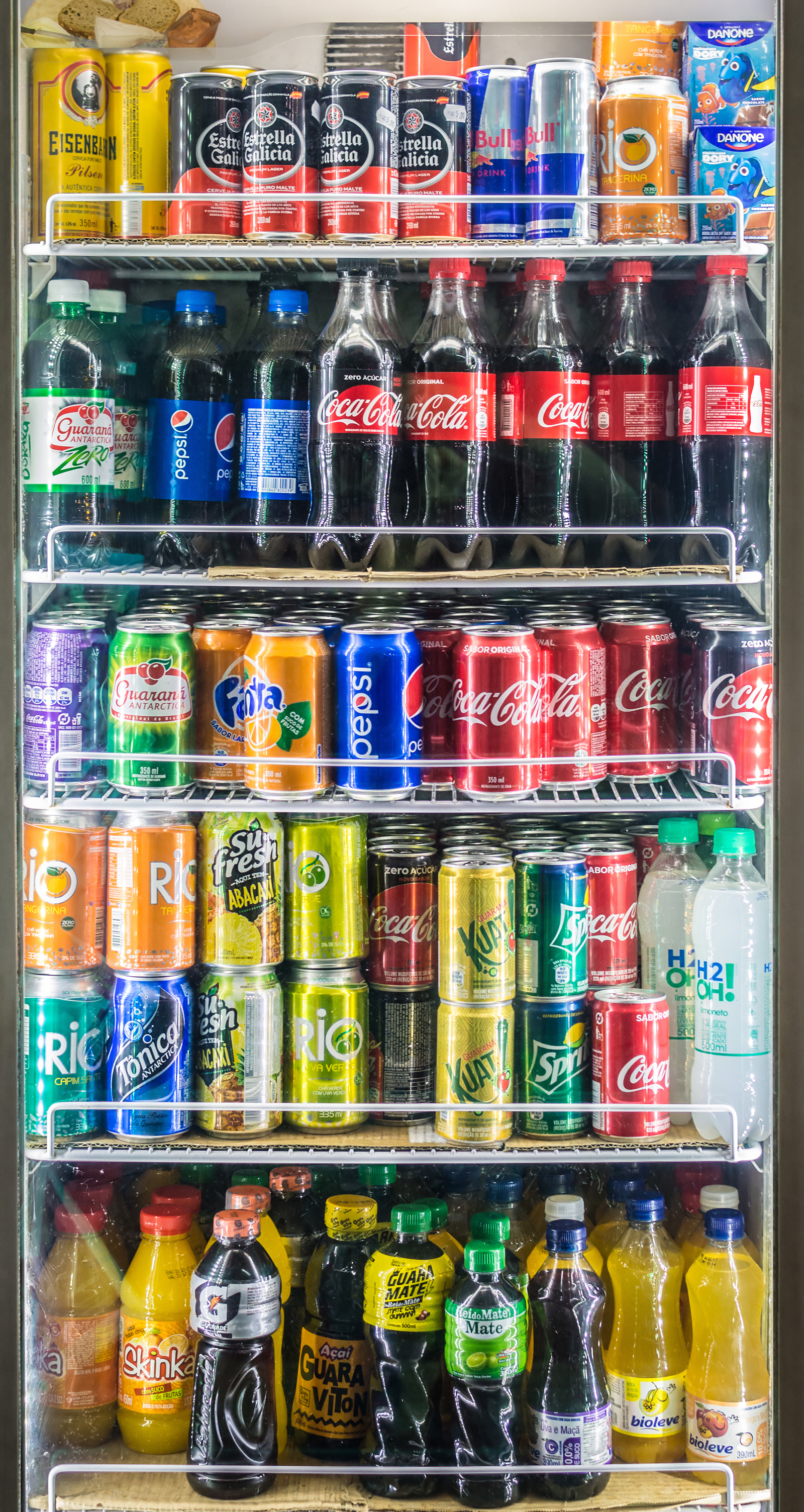
Urval av olika läskedrycker som återspeglar valfrihet för konsumenter.

Valfrihet innebär att individer eller organisationer har frihet att välja mellan olika alternativ och fatta beslut utifrån egna preferenser, önskemål och bedömningar. Ordet är belagt sedan 1680.
Valfrihet är frihet från tvång och omständigheter som utesluter friheten att välja. I motsats till valfrihet står tvång, yttre eller inre. En filosofisk vinkel är huruvida denna uppfattning är förenlig med antagandet att allting i naturen är orsaksbestämt. Som begränsningar i valfriheten har framhållits genetik, det vill säga betydelsen av arv, och andra erfarenheter, så som barndomsupplevelser och socialt arv. Argument för- och emot har presenterats och diskuterats. Fatalismen menar att "upplevelsen av valfrihet är en illusion". Andra åsiktsriktningar är determinism och indeterminism.
En annan aspekt som framhållits är värdet av valfrihet. Exempelvis värdet av att ha möjlighet att välja mellan "tjugo sorters morgonflingor i butiken, snarare än femton?". I Karin Enflos avhandling Measures of Freedom of Choice framhålls att måttet av valfrihet ökar om man lägger till alternativ. Detta preciseras som "ett val att jobba 40 timmar, 20 timmar eller 0 timmar en vecka erbjuder mer valfrihet än ett val mellan att jobba 40 timmar och 0 timmar", men alternativen behöver vara differentierade det vill säga "valet att jobba 40 timmar, 20 timmar eller 0 timmar erbjuder mer valfrihet än valet att jobba 40 timmar, 39 timmar eller 0 timmar".